# Vitex longisepala
Vitex longisepala là một loài thực vật thuộc họ Lamiaceae. Đây là loài đặc hữu của Malaysia.